# Jutrzenka (dziennik)
Jutrzenka – dziennik wydawany w Krakowie od 21 marca do 31 grudnia 1848 roku pod redakcją Aleksandra Szukiewicza i Waleriana Kalinki. Pismo było organem Komitetu Narodowego, łącznie ukazało się w 227 numerach.